# Romanizarea limbii grece
Romanizarea limbii grece este procesul de transliterare (echivalare literă cu literă) sau transcriere (fonem cu fonem) al unui text din limba greacă modernă în alfabetul latin.